# 小屋 (南卡罗来纳州)
小屋（英文：Lodge），是美国南卡罗来纳州下属的一座城市。城市类型是“Town”。其面积大约为3.14平方英里（8.14平方公里）。根据2010年美国人口普查，该市有人口120人，人口密度约为每平方 英里38.17人（约合每平方公里14.74人）。